# Libertas Baseball Bologna
La Libertas Bologna è stata una società italiana di baseball con sede a Bologna. Vinse nel 1948 il primo scudetto nella storia del campionato italiano.

## Storia
Il campionato del 1948 fu l'unico a cui la squadra partecipò, insieme soltanto ad altre quattro, tutte provenienti da Milano. Battuti nettamente gli Yankees ed il Leo Milano B.C., il 1º novembre arrivò allo scontro decisivo per la vittoria del titolo, contro il Milano B.C. nella gremita Arena del capoluogo lombardo. La partita venne vinta dai felsinei all'ultima ripresa, quando segnarono 9 punti per portarsi sul definitivo 17-16. Sconfissero poi agevolmente gli Indians e terminarono così imbattuti la stagione. Fra i protagonisti della formazione vi erano lo statunitense Jimmy Strong, miglior battitore, il lanciatore Umberto Bianco, il prima base e capitano Giorgio Regazzi, l'interbase e segretario Franco Masini, Franco Tavoni e Sergio Nardi. L'allenatore era l'italoamericano William Parmigiani.

## Palmarès
- Campionati italiani: 1

1948